# Temporada 2016 del Campeonato Brasileño de Motovelocidade
La temporada 2016 del Campeonato Brasileño de Motovelocidade es la 1.ª edición sin el sello del Moto 1000 GP y la 6.ª edición del Campeonato Brasileño de Motovelicidade.
El "Campeonato Brasileño de Moto 1000 GP" es la principal categoría de motociclismo en Brasil junto con Campeonato Brasileño de Superbikes. Fue creado en 2011. y ha sido gestionado desde su fundación por la empresa de Alex Barros.
Una superbike (abreviado a menudo como SBK) es un tipo de motocicleta que se utiliza en competiciones de motociclismo de velocidad, entre ellas el Campeonato Mundial de Superbikes y el Campeonato Mundial de Motociclismo de Resistencia. A diferencia de las motocicletas usadas en el Campeonato Mundial de Motociclismo, las superbikes deben ser modelos derivados de los de serie. Esto las hace menos costosas de desarrollar y mantener, por lo cual varios campeonatos nacionales de motociclismo de velocidad se disputan con ellas.
Para que las marcas de motocicletas puedan usar sus motocicletas en los campeonatos, deben primero homologarlas y vender una cierta cantidad de unidades al público. Según el campeonato, se permite la modificación de suspensiones, frenos y ruedas. Los motores son de alta cilindrada: entre 850 y 1200 cc para motores bicilíndricos, y entre 750 y 1000 cc para los de cuatro cilindros. Hasta mediados de la década de 1990, también se permitieron motores de dos tiempos en lugar de cuatro tiempos, en este caso de hasta 500 cc de cilindrada.

## Calendario
| Ronda | Fecha            | Gran Premio                | Circuito                                          | Ciudad                  | Horário | Info  |
| ----- | ---------------- | -------------------------- | ------------------------------------------------- | ----------------------- | ------- | ----- |
| 1     | 24 de abril      | Grande Prêmio Goiás        | Autódromo Internacional Ayrton Senna              | Goiânia, GO             | 12h40   | [ 3 ] |
| 2     | 19 de junio      | Grande Prêmio Campo Grande | Autódromo Internacional Orlando Moura             | Campo Grande, MS        | 13h55   | [ 4 ] |
| 3     | 18 de septiembre | Grande Prêmio de Curitiba  | Autódromo Internacional de Curitiba               | Curitiba, PR            | 13h38   | [ 5 ] |
| 4     | 16 de octubre    | Grande Prêmio Cascavel     | Autódromo Internacional de Cascavel - Zilmar Beux | Cascavel, PR            | 12h10   | [ 6 ] |
| 5     | 27 de noviembre  | Grande Prêmio da Paraíba   | Autódromo Internacional da Paraíba                | São Miguel de Taipu, PB | 13h10   | [ 7 ] |

## Equipos y pilotos

### Superbike
| Equipo                                       | Constructor | Moto                  | Neu. | N.º | Piloto                             | Rondas    |
| -------------------------------------------- | ----------- | --------------------- | ---- | --- | ---------------------------------- | --------- |
| Alex Barros Racing                           | BMW         | BMW S1000RR           | P    | 4   | Alex Barros                        | Todas     |
| Alex Barros Racing                           | BMW         | BMW S1000RR           | P    | 80  | Diego Pierluigi                    | Todas     |
| Tecfil Havoline Racing                       | BMW         | BMW S1000RR           | P    | 31  | Danilo Lewis                       | Todas     |
| Tecfil Havoline Racing                       | BMW         | BMW S1000RR           | P    | 78  | Marcelo Skaf                       | Todas     |
| Motonil Motors / UsatecBSB                   | Ducati      | Ducati 1299R Panigale | P    | 49  | Eduardo Rodrigues                  | 1         |
| Picoloko/Suel Racing                         | Honda       | Honda CBR 1000RR      | P    | 59  | Diego Faustino                     | Todas     |
| Picoloko/Suel Racing                         | Honda       | Honda CBR 1000RR      | P    | 55  | Wesley Gutiérrez                   | 1-2 y 5   |
| Picoloko/Suel Racing                         | Honda       | Honda CBR 1000RR      | P    | 48  | Maico Texeira                      | 1-4       |
| Dazzi Racing                                 | BMW         | BMW S1000RR           | P    | 34  | Sebastiano Zerbo                   | 2-5       |
| Dazzi Racing                                 | BMW         | BMW S1000RR           | P    | 17  | Rodrigo Dazzi                      | Todas     |
| Ello Racing                                  | Kawasaki    | Kawasaki Ninja ZX-10R | P    | 13  | Marco Solorza                      | 1 y 3-5   |
| Ello Racing                                  | Kawasaki    | Kawasaki Ninja ZX-10R | P    | 96  | Martín Solorza                     | 3         |
| HG Motos Racing / Sky Comp                   | Kawasaki    | Kawasaki Ninja ZX-10R | M    | 70  | Mauro Thomassini                   | 1 y 4-5   |
| HG Motos Racing / Sky Comp                   | Kawasaki    | Kawasaki Ninja ZX-10R | M    | 28  | Matheus Oliveira                   | 3         |
| JC Racing Team                               | Kawasaki    | Kawasaki Ninja ZX-10R | M    | 66  | Luciano Pokémon                    | 4-5       |
| Racer X Malibu Team                          | Kawasaki    | Kawasaki Ninja ZX-10R | M    | 91  | Fernando Guerra                    | 3         |
| Racer X Malibu Team                          | Kawasaki    | Kawasaki Ninja ZX-10R | M    | 73  | Marcelo Morais                     | 3         |
| Sport Plus Racing                            | Kawasaki    | Kawasaki Ninja ZX-10R | M    | 38  | Alexandre Fernandes                | 4         |
| Sport Plus Racing                            | Kawasaki    | Kawasaki Ninja ZX-10R | M    | 20  | Jirios Semaan Abboud               | 2         |
| Kawasaki Racing Team                         | Kawasaki    | Kawasaki Ninja ZX-10R | M    | 76  | Sebastián Leonel Martínez          | 1-3       |
| Kawasaki Racing Team                         | Kawasaki    | Kawasaki Ninja ZX-10R | M    | 22  | Anthony West                       | 1-2 y 4-5 |
| PRT - Pitico Race Team                       | Honda       | Honda CBR 1000RR      | M    | 84  | José Luiz Teixeira Jr. "Cachorrão" | 1-2 y 4-5 |
| PRT - Pitico Race Team                       | Honda       | Honda CBR 1000RR      | M    | 79  | Raul Fleury                        | 5         |
| BMW Motorrad MotorSport                      | BMW         | BMW S1000RR           | P    | 36  | Diego Pretel                       | 5         |
| BMW Motorrad MotorSport                      | BMW         | BMW S1000RR           | P    | 6   | Alex Borges                        | 1-2       |
| PMK RACING                                   | Kawasaki    | Kawasaki Ninja ZX-10R | B    | 81  | Massao Nishimoto                   | 5         |
| PMK RACING                                   | Kawasaki    | Kawasaki Ninja ZX-10R | B    | 62  | Juracy Rodrigues "Black"           | 1 y 5     |
| PMK RACING                                   | Kawasaki    | Kawasaki Ninja ZX-10R | B    | 69  | Fábio Nallin                       | 4         |
| Big St Charles Novik Route 15                | Kawasaki    | Kawasaki Ninja ZX-10R | D    | 65  | Guto Figueiredo                    | 1-2 y 4-5 |
| Big St Charles Novik Route 15                | Kawasaki    | Kawasaki Ninja ZX-10R | D    | 2   | Fabrício de Castro                 | 2-3       |
| Maxon Oil Racing Team                        | BMW         | BMW S1000RR           | D    | 53  | Felipe Comerlatto                  | 2         |
| Maxon Oil Racing Team                        | BMW         | BMW S1000RR           | D    | 23  | Igor Guerra                        | 5         |
| 760 Design Delmarva Power Sports             | Kawasaki    | Kawasaki Ninja ZX-10R | D    | 82  | Alexadre Marzola                   | 1 y 3     |
| 760 Design Delmarva Power Sports             | Kawasaki    | Kawasaki Ninja ZX-10R | D    | 97  | Daniel Gurgel                      | 4         |
| Motosport SGB Racing Men at Work Landscaping | Kawasaki    | Kawasaki Ninja ZX-10R | M    | 51  | Daniel Toloni                      | 1         |
| Motosport SGB Racing Men at Work Landscaping | Kawasaki    | Kawasaki Ninja ZX-10R | M    | 54  | Sharbel El Hajjar                  | 1         |
| Errera Racing                                | Suzuki      | Suzuki GSX-R 1000     | B    | 57  | Élson Tenebra Otero                | 1         |
| Duda Racing Team                             | Kawasaki    | Kawasaki Ninja ZX-10R | D    | 98  | Juliano Mognol                     | 5         |
| Misano Racing Team                           | BMW         | BMW S1000RR           | F    | 27  | Maurício Paludete "Lingüiça"       | 2         |
| Misano Racing Team                           | BMW         | BMW S1000RR           | F    | 58  | Gustavo Sapatini                   | 2-3       |

| Leyenda             |
| ------------------- |
| Piloto regular      |
| Piloto invitado     |
| Piloto de reemplazo |

### Supersport 300
| Equipo                  | Constructor | Moto                   | Neu. | N.º | Piloto                     | Rondas    |
| ----------------------- | ----------- | ---------------------- | ---- | --- | -------------------------- | --------- |
| HG Motos Racing         | Kawasaki    | Kawasaki Ninja Z400    | M    | 15  | Fernando Santos            | Todas     |
| PlayStation Yamaha Team | Yamaha      | Yamaha YZF-R3          | M    | 44  | Ton Kawakami               | Todas     |
| PlayStation Yamaha Team | Yamaha      | Yamaha YZF-R3          | M    | 31  | Meikon Kawakami            | Todas     |
| Moretti Racing Team     | Kawasaki    | Kawasaki Ninja Z400    | M    | 58  | Sandro Paganelli           | Todas     |
| Moretti Racing Team     | Kawasaki    | Kawasaki Ninja Z400    | M    | 69  | Válter Rubino              | Todas     |
| Team Motorland          | Honda       | Honda CBR 500R         | P    | 47  | Diogo Moreira              | 2-3 y 5   |
| Team Motorland          | Honda       | Honda CBR 500R         | P    | 18  | Rubén Montero              | 4         |
| Team Bernárdez          | Kawasaki    | Kawasaki Ninja Z400    | P    | 93  | Indiana Muñoz Gomes "Indy" | Todas     |
| Team Motocebri          | Ducati      | Ducati Panigale V3 300 | P    | 89  | Nahuel Tenaglia            | 2 y 4     |
| Ausio Racing Team       | Ducati      | Ducati Panigale V3 300 | B    | 55  | Ibrahim Sulaimen           | 2-5       |
| MJR Racing              | Kawasaki    | Kawasaki Ninja Z400    | M    | 24  | Rafael Roza                | 1-2 y 5   |
| MJR Racing              | Kawasaki    | Kawasaki Ninja Z400    | M    | 95  | Kléber Santos              | 4         |
| Papa Racing Team        | Kawasaki    | Kawasaki Ninja Z400    | D    | 16  | Matthias Kobbing           | Todas     |
| Papa Racing Team        | Kawasaki    | Kawasaki Ninja Z400    | D    | 60  | Givandro Tonini            | Todas     |
| PSBK Racing             | Kawasaki    | Kawasaki Ninja Z400    | P    | 21  | Victor Villaverde          | 4         |
| PSBK Racing             | Kawasaki    | Kawasaki Ninja Z400    | P    | 38  | Felipe Gonçalves           | 1-3 y 5   |
| Extreme By Xiru         | Kawasaki    | Kawasaki Ninja Z400    | P    | 3   | Maurício Protta            | 3-4       |
| Extreme By Xiru         | Kawasaki    | Kawasaki Ninja Z400    | P    | 72  | Marcelo Larini             | 1-3       |
| Extreme By Xiru         | Kawasaki    | Kawasaki Ninja Z400    | P    | 62  | Victor Perrucho            | 1         |
| Leerskov Racing         | Kawasaki    | Kawasaki Ninja Z400    | F    | 73  | Marcos Fortunato           | 3-5       |
| Leerskov Racing         | Kawasaki    | Kawasaki Ninja Z400    | F    | 4   | Josué Buchecha             | 3         |
| Mads Hoe Motorsport     | Yamaha      | Yamaha YZF-R3          | F    | 7   | Yangel Herrera             | Todas     |
| Hamilton Motorsport     | KTM         | KTM RC250S             | F    | 94  | Elmir Gonçalves            | 1         |
| Hamilton Motorsport     | KTM         | KTM RC250S             | F    | 28  | Valery Fernández           | 2         |
| Kiwi Motorsport         | Gas Gas     | GG RC250V2             | M    | 85  | Dênis Abreu                | Todas     |
| Kiwi Motorsport         | Gas Gas     | GG RC250V2             | M    | 71  | Javier Altamirano          | 3         |
| M2 Competition          | Honda       | Honda CBR 500R         | B    | 35  | Cristiano Reis             | 1-2 y 4-5 |
| M2 Competition          | Honda       | Honda CBR 500R         | B    | 14  | Lorran Dubem               | 3         |
| Giles Motorsport        | Beta        | Beta Bobber 350cc      | P    | 53  | Hiroki Mawatari            | 1         |
| Filco Farm & Sport      | Suzuki      | Suzuki GSX-R 300       | B    | 34  | Guilherme Galan            | 3-4       |
| NMC Team                | Honda       | Honda CBR 500R         | P    | 82  | Alexis Castillo            | 4         |
| Hydro Power             | Kawasaki    | Kawasaki Ninja Z400    | P    | 10  | Benjamín Moreno            | 2         |
| Hydro Power             | Kawasaki    | Kawasaki Ninja Z400    | P    | 5   | Gabriel Carrera            | 3-5       |
| Hydro Power             | Kawasaki    | Kawasaki Ninja Z400    | P    | 29  | Márcio Affonso             | 1         |

| Leyenda             |
| ------------------- |
| Piloto regular      |
| Piloto invitado     |
| Piloto de reemplazo |

## Resultados

### Superbike
| Ronda | Gran Premio                | Fecha            | Pole Position | Vuelta rápida | Piloto ganador | Equipo ganador         | Constructor | Ref.   |
| ----- | -------------------------- | ---------------- | ------------- | ------------- | -------------- | ---------------------- | ----------- | ------ |
| 1     | Grande Prêmio Goiás        | 24 de abril      | Anthony West  | Anthony West  | Anthony West   | Kawasaki Racing Team   | Kawasaki    | [ 8 ]  |
| 2     | Grande Prêmio Campo Grande | 19 de junio      | Alex Barros   | Alex Barros   | Alex Barros    | Alex Barros Racing     | BMW         | [ 9 ]  |
| 3     | Grande Prêmio de Curitiba  | 18 de septiembre | Alex Barros   | Alex Barros   | Alex Barros    | Alex Barros Racing     | BMW         | [ 10 ] |
| 4     | Grande Prêmio Cascavel     | 16 de octubre    | Alex Barros   | Alex Barros   | Alex Barros    | Alex Barros Racing     | BMW         | [ 11 ] |
| 5     | Grande Prêmio da Paraíba   | 27 de noviembre  | Alex Barros   | Danilo Lewis  | Danilo Lewis   | Tecfil Havoline Racing | BMW         | [ 12 ] |

### Supersport 300
| Ronda | Gran Premio                | Fecha            | Pole Position              | Vuelta rápida              | Piloto ganador   | Equipo ganador      | Constructor | Ref.   |
| ----- | -------------------------- | ---------------- | -------------------------- | -------------------------- | ---------------- | ------------------- | ----------- | ------ |
| 1     | Grande Prêmio Goiás        | 24 de abril      | Indiana Muñoz Gomes "Indy" | Fernando Santos            | Fernando Santos  | HG Motos Racing     | Kawasaki    | [ 8 ]  |
| 2     | Grande Prêmio Campo Grande | 19 de junio      | Diogo Moreira              | Diogo Moreira              | Diogo Moreira    | Team Motorland      | Honda       | [ 9 ]  |
| 3     | Grande Prêmio de Curitiba  | 18 de septiembre | Fernando Santos            | Ton Kawakami               | Fernando Santos  | HG Motos Racing     | Kawasaki    | [ 10 ] |
| 4     | Grande Prêmio Cascavel     | 16 de octubre    | Fernando Santos            | Fernando Santos            | Fernando Santos  | HG Motos Racing     | Kawasaki    | [ 13 ] |
| 5     | Grande Prêmio da Paraíba   | 27 de noviembre  | Ton Kawakami               | Indiana Muñoz Gomes "Indy" | Sandro Paganelli | Moretti Racing Team | Kawasaki    | [ 12 ] |

## Calificación general

### Superbike
| Pos. | Rider                              | Moto     | Clase | GOI | CGR | CTB | CAS | PBA | Pts. |
| ---- | ---------------------------------- | -------- | ----- | --- | --- | --- | --- | --- | ---- |
| 1    | Alex Barros                        | BMW      | PRO   | 4   | 1   | 1   | 1   | 3   | 104  |
| 2    | Danilo Lewis                       | BMW      | PRO   | 3   | 2   | Ret | Ret | 1   | 61   |
| 3    | Diego Pierluigi                    | BMW      | PRO   | Ret | 8   | 4   | 2   | 4   | 54   |
| 4    | Sebastiano Zerbo                   | BMW      | PRO   |     | 3   | 5   | 7   | 6   | 46   |
| 5    | Maico Texeira                      | Honda    | PRO   | 13  | 4   | 2   | Ret |     | 36   |
| 6    | Rodrigo Dazzi                      | BMW      | LGT   | 9   | 9   | 9   | 4   | Ret | 34   |
| 7    | Anthony West                       | Kawasaki | PRO   | 1   | DNS |     | Ret | 9   | 32   |
| 8    | Marco Solorza                      | Kawasaki | PRO   | 7   |     | Ret | 3   | 11  | 30   |
| 9    | Diego Faustino                     | Honda    | PRO   | 5   | 7   | 6   | Ret | Ret | 30   |
| 10   | Wesley Gutiérrez                   | Honda    | PRO   | 2   | Ret |     |     | 8   | 28   |
| 11   | José Luiz Teixeira Jr. "Cachorrão" | Honda    | PRO   | 8   | Ret |     | 5   | 10  | 25   |
| 12   | Sebastián Leonel Martínez          | Kawasaki | LGT   | 10  | Ret | 3   |     |     | 22   |
| 13   | Diego Pretel                       | BMW      | PRO   |     |     |     |     | 2   | 20   |
| 14   | Alex Borges                        | BMW      | PRO   | 6   | 6   |     |     |     | 20   |
| 15   | Mauro Thomassini                   | Kawasaki | PRO   | 12  |     |     | 10  | 7   | 19   |
| 16   | Alexadre Marzola                   | Kawasaki | MAS   | 11  |     | 7   |     |     | 14   |
| 17   | Guto Figueiredo                    | Kawasaki | LGT   | Ret | 5   |     | DNS | Ret | 11   |
| 18   | Luciano Pokémon                    | Kawasaki | PRO   |     |     |     | Ret | 5   | 11   |
| 19   | Marcelo Skaf                       | BMW      | PRO   | Ret | Ret | Ret | 6   | Ret | 10   |
| 20   | Fernando Guerra                    | Kawasaki | LGT   |     |     | 8   |     |     | 8    |
| 21   | Fábio Nallin                       | Kawasaki | LGT   |     |     |     | 8   |     | 8    |
| 22   | Alexandre Fernandes                | Kawasaki | LGT   |     |     |     | 9   |     | 7    |
| 23   | Fabrício de Castro                 | Kawasaki | LGT   |     | 10  | Ret |     |     | 6    |
| 24   | Martín Solorza                     | Kawasaki | MAS   |     |     | 10  |     |     | 6    |
| 25   | Élson Tenebra Otero                | Suzuki   | MAS   | 14  |     |     |     |     | 2    |
| 26   | Juracy Rodrigues "Black"           | Kawasaki | PRO   | 15  |     |     |     | Ret | 1    |
| 27   | Sharbel El Hajjar                  | Kawasaki | MAS   | 16  |     |     |     |     | 0    |
| 28   | Daniel Toloni                      | Kawasaki | MAS   | 17  |     |     |     |     | 0    |
| 29   | Gustavo Sapatini                   | BMW      | LGT   |     | Ret | DSQ |     |     | 0    |
| 30   | Massao Nishimoto                   | Kawasaki | PRO   |     |     |     |     | Ret | 0    |
| 31   | Igor Guerra                        | BMW      | LGT   |     |     |     |     | Ret | 0    |
| 32   | Juliano Mognol                     | Kawasaki | MAS   |     |     |     |     | Ret | 0    |
| 33   | Eduardo Rodrigues                  | Ducati   | LGT   | Ret |     |     |     |     | 0    |
| 34   | Maurício Paludete "Lingüiça"       | BMW      | MAS   |     | Ret |     |     |     | 0    |
| 35   | Matheus Oliveira                   | Kawasaki | LGT   |     |     | Ret |     |     | 0    |
| 36   | Felipe Comerlatto                  | BMW      | LGT   |     | DNP |     |     |     | 0    |
| 37   | Daniel Gurgel                      | Kawasaki | LGT   |     |     |     | INF |     | 0    |
| 38   | Jirios Semaan Abboud               | Kawasaki | MAS   |     | Wth |     |     |     | 0    |
| 39   | Marcelo Morais                     | Kawasaki | LGT   |     |     | NC  |     |     | 0    |
| 40   | Raul Fleury                        | Honda    | MAS   |     |     |     |     | DNF | 0    |
| Pos. | Rider                              | Moto     | Clase | GOI | CGR | CTB | CAS | PBA | Pts. |

| Color     | Resultado                                                               |
| --------- | ----------------------------------------------------------------------- |
| Oro       | Ganador                                                                 |
| Plata     | 2.ª plaza                                                               |
| Bronce    | 3.ª plaza                                                               |
| Verde     | Finalizó en los puntos                                                  |
| Azul      | Finalizó sin puntos                                                     |
| Azul      | NC - No clasificado                                                     |
| Violeta   | Ret - No terminó (Carrera)                                              |
| Rojo      | DNQ - No se clasificó                                                   |
| Negro     | DSQ - Descalificado                                                     |
| Blanco    | DNS - No empezó (carrera)                                               |
| Blanco    | WD - Retirado (fin de semana)                                           |
| Blanco    | C - Carrera cancelada                                                   |
| Sin color | DNP - Inscrito pero no participó                                        |
| Sin color | INJ - Lesionado                                                         |
| Sin color | EX - Excluido                                                           |
| Estado    | Resultado                                                               |
| Negrita   | Pole position                                                           |
| Cursiva   | Vuelta rápida                                                           |
| †         | Abandona, pero clasifica al completar el porcentaje requerido para ello |

### Campeonato de Constructores
| Pos. | Constructor | GOI | CGR | CTB | CAS | PBA | Pts. |
| ---- | ----------- | --- | --- | --- | --- | --- | ---- |
| 1    | BMW         | 3   | 1   | 1   | 1   | 1   | 116  |
| 2    | Kawasaki    | 1   | 5   | 3   | 3   | 5   | 79   |
| 3    | Honda       | 2   | 4   | 2   | 5   | 8   | 77   |
| 4    | Suzuki      | 14  |     |     |     |     | 2    |
| 5    | Ducati      | Ret |     |     |     |     | 0    |
| Pos. | Rider       | GOI | CGR | CTB | CAS | PBA | Pts. |

### Supersport 300
| Pos. | Rider                      | Moto     | Clase | GOI | CGR | CTB | CAS | PBA | Pts. |
| ---- | -------------------------- | -------- | ----- | --- | --- | --- | --- | --- | ---- |
| 1    | Fernando Santos            | Kawasaki | PRO   | 1   | 8   | 1   | 1   | 2   | 103  |
| 2    | Sandro Paganelli           | Kawasaki | PRO   | Ret | 7   | 4   | 2   | 1   | 67   |
| 3    | Ton Kawakami               | Yamaha   | PRO   | 6   | 11  | 3   | Ret | 3   | 47   |
| 4    | Diogo Moreira              | Honda    | LGT   |     | 1   | 2   |     | Ret | 45   |
| 5    | Indiana Muñoz Gomes "Indy" | Kawasaki | PRO   | 2   | 5   | 14  | 5   | Ret | 44   |
| 6    | Meikon Kawakami            | Yamaha   | LGT   | 4   | 9   | 15  | 9   | 5   | 39   |
| 7    | Válter Rubino              | Kawasaki | PRO   | 10  | Ret | 7   | 6   | 4   | 38   |
| 8    | Ibrahim Sulaimen           | Ducati   | LGT   |     | 2   | 5   | Ret | Ret | 31   |
| 9    | Nahuel Tenaglia            | Ducati   | LGT   |     | 3   |     | 4   |     | 29   |
| 10   | Yangel Herrera             | Yamaha   | MAS   | 5   | Ret | Ret | Ret | 6   | 21   |
| 11   | Matthias Kobbing           | Kawasaki | PRO   | Ret | Ret | 6   | Ret | 7   | 19   |
| 12   | Felipe Gonçalves           | Kawasaki | LGT   | 11  | Ret | 11  |     | 9   | 17   |
| 13   | Victor Villaverde          | Kawasaki | LGT   |     |     |     | 3   |     | 16   |
| 14   | Elmir Gonçalves            | KTM      | LGT   | 3   |     |     |     |     | 16   |
| 15   | Givandro Tonini            | Kawasaki | MAS   | Ret | 10  | Ret | 8   | Ret | 14   |
| 16   | Rafael Roza                | Kawasaki | PRO   | Ret | 4   |     |     | Ret | 13   |
| 17   | Cristiano Reis             | Honda    | PRO   | Ret | Ret |     | 11  | 8   | 13   |
| 18   | Marcelo Larini             | Kawasaki | LGT   | 7   | Ret | 13  |     |     | 12   |
| 19   | Valery Fernández           | KTM      | LGT   |     | 6   |     |     |     | 10   |
| 20   | Kléber Santos              | Kawasaki | MAS   |     |     |     | 7   |     | 9    |
| 21   | Victor Perrucho            | Kawasaki | PRO   | 8   |     |     |     |     | 8    |
| 22   | Josué Buchecha             | Kawasaki | LGT   |     |     | 8   |     |     | 8    |
| 23   | Hiroki Mawatari            | Beta     | MAS   | 9   |     |     |     |     | 7    |
| 24   | Lorran Dubem               | Honda    | LGT   |     |     | 9   |     |     | 7    |
| 25   | Guilherme Galan            | Suzuki   | PRO   |     |     | 10  | Ret |     | 6    |
| 26   | Alexis Castillo            | Honda    | PRO   |     |     |     | 10  |     | 6    |
| 27   | Javier Altamirano          | Gas Gas  | PRO   |     |     | 12  |     |     | 4    |
| 28   | Dênis Abreu                | Gas Gas  | MAS   | Ret | Ret | Ret | Ret | Ret | 0    |
| 29   | Marcos Fortunato           | Kawasaki | LGT   |     |     | Ret | Ret | Ret | 0    |
| 30   | Gabriel Carrera            | Kawasaki | MAS   |     |     | Ret | Ret | DNS | 0    |
| 31   | Maurício Protta            | Kawasaki | LGT   |     |     | Ret | Ret |     | 0    |
| 32   | Márcio Affonso             | Kawasaki | PRO   | Ret |     |     |     |     | 0    |
| 33   | Rubén Montero              | Honda    | PRO   |     |     |     | Ret |     | 0    |
| 34   | Benjamín Moreno            | Kawasaki | MAS   |     | INF |     |     |     | 0    |
| Pos. | Rider                      | Moto     | Clase | GOI | CGR | CTB | CAS | PBA | Pts. |

| Color     | Resultado                                                               |
| --------- | ----------------------------------------------------------------------- |
| Oro       | Ganador                                                                 |
| Plata     | 2.ª plaza                                                               |
| Bronce    | 3.ª plaza                                                               |
| Verde     | Finalizó en los puntos                                                  |
| Azul      | Finalizó sin puntos                                                     |
| Azul      | NC - No clasificado                                                     |
| Violeta   | Ret - No terminó (Carrera)                                              |
| Rojo      | DNQ - No se clasificó                                                   |
| Negro     | DSQ - Descalificado                                                     |
| Blanco    | DNS - No empezó (carrera)                                               |
| Blanco    | WD - Retirado (fin de semana)                                           |
| Blanco    | C - Carrera cancelada                                                   |
| Sin color | DNP - Inscrito pero no participó                                        |
| Sin color | INJ - Lesionado                                                         |
| Sin color | EX - Excluido                                                           |
| Estado    | Resultado                                                               |
| Negrita   | Pole position                                                           |
| Cursiva   | Vuelta rápida                                                           |
| †         | Abandona, pero clasifica al completar el porcentaje requerido para ello |

### Campeonato de Constructores
| Pos. | Constructor | GOI | CGR | CTB | CAS | PBA | Pts. |
| ---- | ----------- | --- | --- | --- | --- | --- | ---- |
| 1    | Kawasaki    | 1   | 4   | 1   | 1   | 1   | 113  |
| 2    | Honda       |     | 1   | 2   | 10  | 8   | 59   |
| 3    | Yamaha      | 4   | 9   | 3   | 9   | 3   | 52   |
| 4    | Ducati      |     | 2   | 5   | 4   | Ret | 44   |
| 5    | KTM         | 3   | 6   |     |     |     | 26   |
| 6    | Beta        | 9   |     |     |     |     | 7    |
| 7    | Suzuki      |     |     | 10  | Ret |     | 6    |
| 8    | Gas Gas     | Ret | Ret | 12  | Ret | Ret | 0    |
| Pos. | Rider       | GOI | CGR | CTB | CAS | PBA | Pts. |

### Sistema de puntuación
Es lícito descartar los tres peores resultados de la temporada.
| Puntuación | 1° | 2° | 3° | 4° | 5° | 6° | 7° | 8° | 9° | 10° | 11° | 12° | 13° | 14° | 15° |
| ---------- | -- | -- | -- | -- | -- | -- | -- | -- | -- | --- | --- | --- | --- | --- | --- |
| Carrera    | 25 | 20 | 16 | 13 | 11 | 10 | 9  | 8  | 7  | 6   | 5   | 4   | 3   | 2   | 1   |

## Cobertura televisiva
Las Carreras de lo Campeonato Brasileño de Superbikes se transmiten por Televisión por Cable incluyendo: ESPN, Fox Sports, Movistar+, CBS Sports y NBC Sports. 

### Cobertura en Brasil
| Transmissão | Transmissão                    |
| ----------- | ------------------------------ |
| SporTV      | Narração: Eugênio Rizzardo     |
| SporTV      | Narração: Rogério Rockenbach   |
| SporTV      | Comentários: Pedro Della Corte |
| SporTV      | Comentários: Karen Battaglia   |

| Transmissão | Transmissão                      |
| ----------- | -------------------------------- |
| Band        | Narração: Eduardo Vaz            |
| Band        | Narração: Márcio Possamai        |
| Band        | Comentários: Gilberto Bertarello |
| Band        | Comentários: Ana Coser Mazutti   |

| Transmissão | Transmissão                         |
| ----------- | ----------------------------------- |
| BandSports  | Narração: Celso Miranda             |
| BandSports  | Narração: Gian Calabrese            |
| BandSports  | Comentários: Robson Amaral          |
| BandSports  | Comentários: Claudia Refatti Benato |

| Transmissão | Transmissão                   |
| ----------- | ----------------------------- |
| YouTube     | Narração: Octávio Muniz       |
| YouTube     | Narração: Thiago Fabris       |
| YouTube     | Comentários: Ivar Castagnetti |
| YouTube     | Comentários: Henrique Gava    |

### Otros países
- Colombia: RCN Televisión y RCN HD2
- Portugal: Sport TV
- Reino Unido: BT Sport
- Canadá: Sportsnet
- España: Movistar+
- Hispanoamérica: ESPN y Star+

### Enlaces de transmisión
| Internet (Global) |
| ----------------- |
| YouTube           |
| Motorsport.tv     |
| Facebook          |
| Zoome             |
| Catve.com         |
| Auto Videos       |
| Twitch            |